# Yomogita
Yomogita (蓬田村; Yomogita-mura) és una vila del Japó situada a la prefectura d'Aomori.